# Parafia Świętej Trójcy w Poznaniu
Parafia pw. Świętej Trójcy w Poznaniu – parafia rzymskokatolicka znajdująca się w archidiecezji poznańskiej w dekanacie Poznań-Stare Miasto. 
Erygowana w 1928. Mieści się przy ulicy 28 Czerwca 1956 r. 328.